# Козловские (дворянский род)
Козло́вские (бел. Казлоўскія) — белорусский шляхетский и дворянский род герба «Веже». Род включён в «Гербовник Витебского дворянства».

## История рода
Род Козловских герба «Веже» издавна владел поместьями в Польше и на территории Великого княжества Литовского. Козловские, на основании предоставленных ими доказательств, были признаны в дворянском достоинстве.

## Представители рода Козловских герба «Веже»
- Викентий Козловский — посол от Полесского воеводства на комиссию в Радом
- Фома Козловский — коморник королевский
- Андрей и Яков Козловские — владели поместьями в Пинском повете
- Андрей и Павел Козловские — владели поместьями в Речицком повете
- Савелий Козловский — за военные заслуги во время войны, в награду получил в Усвятском старостве земли, которыми его потомки владели в течение четырёх поколений[1]

## Известные представители
- Козловский Максим Андреевич — московский дворянин (1679—1692).
- Козловский Богдан Андреянович — московский дворянин (1681—1704).
- Козловские: Степан Мартьянович, Пётр и Яков Андреяновичи — стряпчие (1682—1692).
- Козловские: Пётр и Матвей Лукины — московские дворяне (1692)[2].